# Hylaea intermedia
Hylaea intermedia là một loài bướm đêm trong họ Geometridae.